# K-Box
K-Box (Knowledge Box, Boîte de connaissance) est un logiciel libre de Gestion électronique de documents. K-Box supporte divers formats de fichiers standards (pdf, doc, docx, gif, etc.), ainsi que certains formats de fichiers SIG (Shapefile, GeoTiff, gpx, GeoPackage, geojson) et certains formats vidéo.

## Vue d'ensemble
Actuellement (version 0.25.3), K-Box est uniquement accessible via son interface web et ses fonctions principales sont:
- Stockage et partage de documents et fichiers dans une structure de projects et de collections
- Recherche plein texte
- Reconnaissance de la langue des documents
- Prévisualisation de documents pdf, des jeux de données SIG et streaming de vidéos
- Recherche et publication de documents à travers un réseau K-Link
- Partage de documents avec d'autres utilisateurs de la K-Box et avec des utilisateurs non-enregistrés[1]
- Multi-langue (actuellement Anglais, Français, Allemand, Russe, Kirghize, Tadjik)

## Technologie
K-Box est basé sur la technologie Docker et est constitué de 4 composants principaux:
| Nom               | Basé sur         | Description                                                       |
| ----------------- | ---------------- | ----------------------------------------------------------------- |
| K-Box Application | PHP et Laravel 5 | L'interface du système de gestion de documents                    |
| K-Search API      | PHP et Symfony 4 | Recherche plein text                                              |
| K-Search Engine   | Apache SOLR      | Engin de recherche Open Source pré-configuré pour K-Search        |
| Base de données   | MariaDB          | Une base de données pour l'utilisation de l'application web K-Box |

## Licence
K-Box est distribué selon les termes de GNU Affero General Public License version 3, comme publiés par la Free Software Foundation.